# Eugen Gerritz
Eugen Gerritz (* 25. Februar 1935 in Bitburg; † 8. November 2024 in Krefeld) war ein deutscher Politiker und nordrhein-westfälischer Landtagsabgeordneter der SPD.

## Leben und Beruf
Eugen Gerritz war Sohn von Carola Gerritz, geborene Muth, und ihrem Ehemann, dem Lehrer Wilhelm Gerritz. Nach dem Besuch der Volksschule und des Gymnasiums mit dem Abschluss Abitur studierte er an den Universitäten Freiburg, München und Bonn Deutsch, Geschichte und Kunstgeschichte. 1959 legte Gerritz die erste Staatsprüfung für das Lehramt an Gymnasien ab, war von 1960 bis 1962 Museumsassistent und wurde 1963 in Freiburg mit der Dissertation Troia sive xantum zum Dr. phil. promoviert. Nachdem er 1964 das zweite Staatsexamen abgelegt hatte, war er im Schuldienst tätig, zunächst als Studienrat und zuletzt als Studiendirektor.
Gerritz war katholisch und Mitglied der Gewerkschaft Erziehung und Wissenschaft. Er war seit 1962 mit Helmi Gerritz, geborene Franken, verheiratet und hatte zwei Kinder.

## Abgeordneter
Gerritz trat der SPD 1964 bei und war in zahlreichen Gremien der Partei tätig. Dem Stadtrat der Stadt Krefeld gehörte Geritz von 1970 bis 1994 ununterbrochen an, auch in der Funktion des SPD-Fraktionsvorsitzenden.
Vom 29. Mai 1980 bis zum 31. Mai 1995 war Gerritz Mitglied des Landtags des Landes Nordrhein-Westfalen und befasste sich insbesondere mit Kulturpolitik. Er wurde jeweils im Wahlkreis 058 Krefeld I direkt gewählt.
In einem Nachruf sagte der Krefelder Oberbürgermeister Frank Meyer: „Dr. Eugen Gerritz hat sich vor allem als Kulturpolitiker weit über die Grenzen Krefelds hinaus große Anerkennung erworben. Sein Einsatz auf Landesebene hat in Krefeld und in ganz Nordrhein-Westfalen viel bewegt.“ Unter anderem sei er am Zustandekommen des Niederrheinischen Literaturpreises maßgeblich beteiligt gewesen, habe Initiativen wie die Kulturfabrik Krefeld, Fabrik Heeder und das Kresch-Theater gefördert.

## Auszeichnungen
Gerritz wurde 1995 mit der Stadtältestenwürde durch die Stadt Krefeld geehrt. Vom ehemaligen NRW-Ministerpräsidenten Peer Steinbrück wurde er 2003 mit dem Verdienstorden des Landes ausgezeichnet. Für seine Arbeit als Landtagsabgeordneter und als kulturpolitischer Sprecher seiner Fraktion wurde er vom Deutschen Städtetag mit der Freiherr-vom-Stein-Medaille geehrt und vom Landschaftsverband Rheinland mit dem Rheinlandtaler.

## Veröffentlichungen
- Troia sive Xantum. Beiträge zur Geschichte einer niederrheinischen Stadt. Freiburg i. B. 1963
- Leipziger Tagebuch: 9. bis 15. November 1989. Krefeld 2004. ISBN 978-3922690870
- Die Brauchbarkeit der Kunst. Bielefeld 2004. ISBN 978-3865320018